# 杜省
杜省（法語：Doubs，法語：[du] ⓘ）是法國勃艮第-弗朗什-孔泰大區所轄的省份，東鄰瑞士，是法國著名的工業省份。該省編號為25，首府位於貝桑松。
私人國家索热共和国位於此省。